# На вічну пам'ять Котляревському
«На вічну пам'ять Котляревському» — вірш Тараса Шевченка, присвячений І. П. Котляревському, написано орієнтовно 1838 року в С.-Петербурзі.

## Датування та автограф
Вірш датується орієнтовно на підставі змісту вірша — відгуку на смерть І. П. Котляревського (помер 29 жовтня 1838 року), орієнтовно: листопад — грудень 1838 року, та місцем написання С.-Петербург. Автограф вірша не відомий.

## Написання та публікація
Наприкінці 1838 року Шевченко передав Є. П. Гребінці кілька творів для публікації в альманасі «Ластівка», про що останній повідомив Г. Ф. Квітку-Основ'яненка у листі від 18 листопада 1838 року: «Він мені дав гарних стихів на збірник». Вірш «На вічну пам'ять Котляревському» Шевченко долучив до поезій «Причинна», «Вітре буйний, вітре буйний!..», ймовірно, пізніше. За свідченням П. О. Картавова, який склав опис підготовчого (він же й набірний) рукопису альманаху «Ластівка», вірш «На вічну пам'ять Котляревському» містився у ньому в писарській копії, й писарською рукою було написано прізвище поета: «Шевченко». За цією писарською копією вірш надруковано в альманасі «Ластівка» (с. 306—312; цензурний дозвіл — 12 березня 1840 року, дозвіл цензора П. О. Корсакова на випуск у світ — 27 квітня 1841 року), але через недогляд до нього помилково приєднано й поезію «Тече вода в синє море…» (в рукопису «Ластівки» ці вірші містилися як два окремі твори).
Наприкінці 1850-х років з альманаху «Ластівка» вірш «На вічну пам'ять Котляревському» з неточностями в рядках 9, 13, 55, 67, 85, 88, 90 — 92, 102—103, 105, 107 переписав І. М. Лазаревський. Переглядаючи цей рукопис після повернення із заслання, Шевченко вніс у текст чимало виправлень і переробок олівцем. Список І. М. Лазаревського з виправленнями Шевченка фіксує хронологічно останню фазу роботи поета над твором. До останнього прижиттєвого видання, що значною мірою було й підсумковим, — «Кобзаря» 1860 року вірш не включено. У 1840 — 1860-х роках твір поширювався в рукописних списках з «Ластівки». Список у рукописному «Кобзарі» 1861 року, що належав І. П. Левченкові має в своїй основі текст «Ластівки» і водночас містить різночитання рядків 54 — 60 , близькі до згадуваних вище виправлень Шевченка у рукопису І. М. Лазаревського.
Вперше вірш введено до збірки творів у виданні: «Кобзарь Тараса Шевченка / Коштом Д. Е. Кожанчикова» (СПб., 1867, с. 34 — 38), де вірш надруковано за «Ластівкою» разом з поезією «Тече вода в синє море…» як один твір, і того ж року за невідомим джерелом з кількома різночитаннями у виданні: «Поезії Тараса Шевченка» (Львів, 1867, т. 1, с. 200—203); вірші «На вічну пам'ять Котляревському» та «Тече вода в синє море…» подано як окремі твори.

## Сюжет
Вірш написано під безпосереднім враженням від звістки про смерть українського поета і драматурга І. П. Котляревського (1769—1838). У ньому відбилася висока оцінка молодим Шевченком творчості І. П. Котляревського — автора бурлескно-травестійної поеми «Енеїда», першого друкованого твору нової української літератури, що відіграв важливу роль в її становленні. Шевченко підносить його як національного і народного поета, співця України. У наступні роки поетова оцінка І. П. Котляревського стає стриманішою. У передмові 1847 року до нездійсненого видання «Кобзаря» Шевченко висловив критичні зауваження щодо «Енеїди» («„Енеїда“ добра, а все-таки сміховина на московський шталт»), виступив проти однобічного захоплення тогочасних письменників бурлескним стилем. Можливо, в зв'язку з цим Шевченко не включив «На вічну пам'ять Котляревському» до «Кобзаря» 1860 року. У повістях «Наймичка» і «Художник» Шевченко прихильно цитував рядки з «Енеїди», в повісті «Близнецы» створив перший художній образ І. П. Котляревського — «знаменитого поэта», чуйного педагога, що любив «все благородное, в каком бы образе оно ни являлось». Творчість І. П. Котляревського мала безперечний вплив і на Шевченка, який у своїй сатиричній поезії використав і переосмислив вироблені Котляревським на основі народної мови прийоми бурлескного комізму. Традиції драматургії І. П. Котляревського позначилися на Шевченковій драмі «Назар Стодоля». У 1845 році Шевченко намалював акварель «Будинок І. П. Котляревського в Полтаві».